# Iochroma piuranum
Iochroma piuranum är en potatisväxtart som beskrevs av S.Leiva. Iochroma piuranum ingår i släktet Iochroma och familjen potatisväxter. Inga underarter finns listade i Catalogue of Life.